# Ji Hye-won
Ji Hye-won (en hangul, 지혜원; nacida en Seúl el 30 de marzo de 1998) es una actriz y modelo surcoreana.

## Carrera
Ji Hye-won se preparó para convertirse en actriz desde su tercer año de escuela secundaria, asisitiendo a una academia de actuación. Debutó en 2019 con el papel de Yeong-mi en la serie Justicia; su personaje es el de una joven que se está preparando para ser actriz y que resulta víctima de una violación. Ya entonces llamó la atención de los espectadores por su actuación, rica de matices y precisa en un papel complejo. Accedió a este papel después de completar el segundo curso en actuación en la Universidad Nacional de Artes de Corea, y ello debido a las regulaciones de este centro, que impide participar en actividades externas mientras se asiste a las clases. Dentro de su formación como actriz también ha incluido la equitación y el estudio del inglés y el chino.
En los años sucesivos tuvo apariciones destacadas en Está bien no estar bien (2020) y en El sonido de la magia (2022). En la primera es Lee Ah-reum, una paciente con depresión y que ha perdido su autoestima como consecuencia de la violencia doméstica de su marido. En la segunda (su primer papel como villana) es Baek Ha-na, una compañera de clase de los protagonistas, a los que acosa. 
En 2023 interpretó de nuevo a un personaje negativo en la serie Mi perfecto desconocido: Mi-suk, a la que dota de expresión gélida y tono de voz agudo, es una joven misteriosa que roba la novela de una compañera de clase para publicarla con su propio nombre.
El 14 de marzo de 2024 firmó un contrato de representación exclusiva con la agencia XYZ Studio. Hasta entonces su agencia había sido KeyEast. En junio del mismo año tuvo su primer papel protagonista, en la serie de Netflix Jerarquía. En ella su papel es el de He-ra, una joven de familia chaebol.
Al año siguiente fue también coprotagonista de la serie de miércoles y jueves de KBS2 La primera noche con el duque, con el papel de Do Hwa-seon, la hija del primer ministro en esta producción histórica. Se trata de un papel de villana, cuyo objetivo es casarse con el príncipe para entrar a formar parte de la familia real.

## Filmografía

### Series de televisión
| Año  | Título                        | Papel         | Canal   | Notas            | Ref.          |
| ---- | ----------------------------- | ------------- | ------- | ---------------- | ------------- |
| 2019 | Justicia                      | Jang Yeong-mi | KBS2    |                  | [ 4 ] [ 12 ]  |
| 2020 | Kim, el doctor romántico 2    | Seo Se-young  | SBS     | Episodios 9 y 10 | [ 13 ]        |
| 2020 | Está bien no estar bien       | Lee Ah-reum   | tvN     |                  | [ 14 ] [ 15 ] |
| 2022 | El sonido de la magia         | Baek Ha-na    | Netflix | Serie web        | [ 6 ]         |
| 2023 | Mi perfecto desconocido       | Go Mi-suk     | KBS2    |                  | [ 16 ] [ 17 ] |
| 2024 | Jerarquía                     | Yoon He-ra    | Netflix | Serie web        | [ 18 ] [ 19 ] |
| 2025 | La primera noche con el duque | Do Hwa-seon   | KBS2    |                  | [ 20 ] [ 21 ] |